# Azzate
Azzate lombardul: Azzaa vagy Zaa) település Olaszországban, Varese megyében. Lakosainak száma 4608 fő (2023. január 1.). Azzate Brunello, Crosio della Valle, Daverio, Sumirago, Buguggiate, Galliate Lombardo és Varese községekkel határos.

## Népesség
A település népességének változása:
| Lakosok száma | 4686 | 4714 | 4608 |
|               | 2017 | 2018 | 2023 |